# آبیتوو
آبیتوو (به لاتین: Abitovo) یک منطقهٔ مسکونی در روسیه است که در باشقیرستان واقع شده‌است.